# 伊万·伊万诺维奇·梅利尼科夫
伊万·伊万诺维奇·梅利尼科夫（俄语：Ива́н Ива́нович Ме́льников；1950年8月7日—）俄罗斯政治家，俄罗斯联邦共产党第一副主席，生于图拉州博戈罗季茨克，原为莫斯科国立大学教授，现任国家杜马第一副主席。